# Johann Himmel

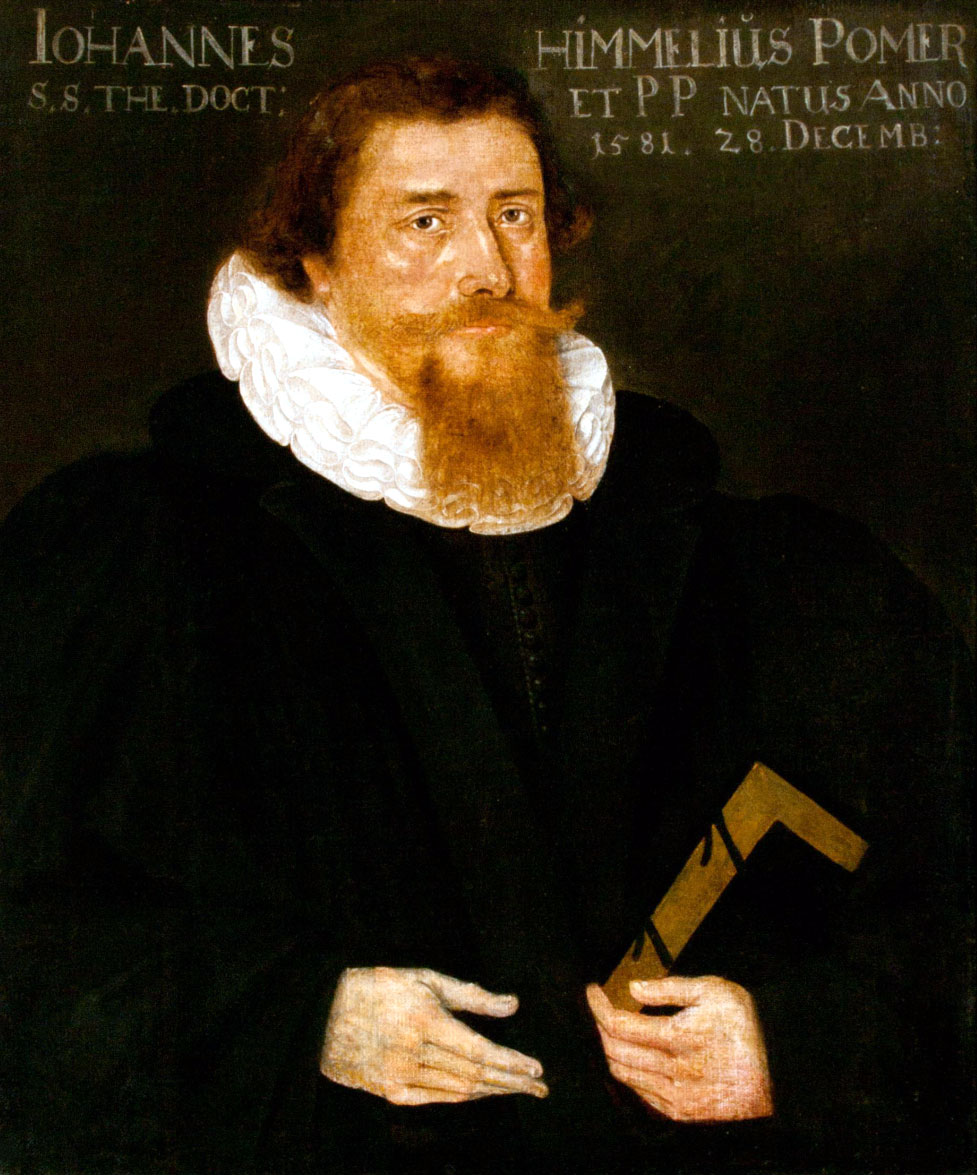
Johann Himmel

Johann Himmel (* 27. Dezember 1581 in Stolpe, Pommern; † 31. März 1642 in Jena) war ein deutscher lutherischer Theologe.

## Leben
Himmel studierte ab 1601 an der Universität Wittenberg, an der Universität Jena und an der Universität Gießen. Im Anschluss unternahm er eine Bildungsreise, die ihn durch Süddeutschland, die Schweiz, den Elsass und die Pfalz führte. Dann wurde er Rektor in Durlach, er ging als Gymnasialprofessor und Prediger nach Speyer.
1615 promovierte er in Gießen zum Doktor der Theologie und wurde 1617 Professor der Theologie an der Jenaer Hochschule, welche Stellung er bis zu seinem Lebensende bekleidete. Einen Ruf an die Nürnberger Akademie Altdorf hatte er ausgeschlagen. Himmel beteiligte sich auch an den organisatorischen Aufgaben der Salana und war in den Wintersemestern 1619, 1625, 1631, 1637 Rektor der Alma Mater. Er verfasste polemische und dogmatische Schriften, die ihn als überzeugten lutherischen Orthodoxen zeigen.
Aus seiner Ehe mit Margareta Reinbold von Gersbach, kennt man die Kinder:
- Elias Himmelius (* 20. November 1668 in Speyer; † 8. Oktober 1668 in Goslar) war Pfarrer an der St. Jacobkirche in Goslar
- Johannes Himmel (get. 3. April 1621 in Jena; † 6. Oktober 1701 in Goseck) 1658 Pfarrer in Falkenhain, 1676 Pfr. in Goseck
- Johanna Regina Himmel (* 6. Februar 1624 in Jena; † 21. September 1660 in Weißenfels) verh. 6. September 1641 in Jena Mag. Bartholomäus Elste (* 15. November 1605 in Weißenfels; † 30. August 1677 ebd.) Diakon Weißenfels
- Tochter NN. Himmel verh. Johannes Bremerus (1629–1688) Diak u. 1674 Pfr. St. Petri u. Pauli in Goslar
- Enoch Himmel d. J. (* 22. November 1611 in Durlach; † 12. September 1666 in Torgau) Superintendent Orlamünde, Zeitz und Torgau
- Anna Margarethe Himmel (* 23. Dezember 1618 in Jena; † 25. Juni 1648 in Coburg) verh. 29. Januar 1638 mit Dr. Tobias Seifart (* 11. November 1608 in Weißenfels; † 10. April 1664 in Coburg) Generalsuperintendent Coburg

## Werkauswahl
- Idea boni Gymnasi
- Passionale Academicum, Leipzig 1631
- Methodus tractandarum controversiarum theologicarum, Leipzig 1627
- Collegium Anti Photinianum
- Collegium Irenicum
- Calvinus Papizans
- Concordia coners Papaeo
- Calvinistica contra Coppensteinius